# 321
Évszázadok: 3. század – 4. század – 5. század
Évtizedek: 270-es évek – 280-as évek – 290-es évek – 300-as évek – 310-es évek – 320-as évek – 330-as évek – 340-es évek – 350-es évek – 360-as évek – 370-es évek
Évek: 316 – 317 – 318 – 319 –  320 – 321 – 322 – 323 – 324 – 325 – 326

## Események

### Római Birodalom
- A birodalom nyugati felén Constantinus császár fiait, Crispust és II. Constantinust, a keletin Licinius császárt és fiát, II. Liciniust választják consulnak.
- Constantinus március 7-én az egész birodalomban pihenőnappá nyilvánítja a vasárnapot (a Nap napját).
- Constantinus a szarmaták ellen visel hadjáratot és üldözésük közben átkel a Dunán egy olyan területre, amely formálisan Liciniushoz tartozik. A két császár közötti viszony egyre inkább elmérgesedik.
- Constantinus egy rendeletében megemlíti a Colonia Agrippinában (ma Köln) élő zsidó kolóniát.

## Születések
- július 3. – I. Valentinianus római császár († 375)
- Csin Cseng-ti, kínai császár

## Fordítás
- Ez a szócikk részben vagy egészben  a(z)   321 című francia Wikipédia-szócikk ezen változatának fordításán alapul.  Az eredeti cikk szerkesztőit annak laptörténete sorolja fel. Ez a jelzés csupán a megfogalmazás eredetét és a szerzői jogokat jelzi, nem szolgál a cikkben szereplő információk forrásmegjelöléseként.